# Miguel Ángel Nieto de la Calle
Miguel Ángel Nieto de la Calle (nascut a San Sebastián de los Reyes, Madrid, el 12 de gener del 1986) és un exfutbolista espanyol que jugava com a davanter.

## Carrera esportiva
Nieto va arribar al Reial Madrid a la categoria de Cadet A, on va arribar des del Juventud Sanse, un petit club de la localitat madrilenya de San Sebastián de los Reyes. Des que va arribar a l'entitat blanca va començar a jugar d'extrem dret, la seva posició actual.
Va debutar amb el primer equip a la Lliga de Campions davant el Dinamo de Kíiv. A Primera Divisió va debutar davant el Vila-real CF el 27 de gener del 2007.
L'1 de juliol de 2008 va signar un contracte de cinc anys amb la UD Almería.
Posteriorment va debutar a les files del Club Deportivo Numancia, del Racing de Santander, del Córdoba CF i UE Lleida.